# Janusz Ciesielski
Janusz Bogdan Ciesielski (ur. 9 sierpnia 1955 w Katowicach, zm. 5 października 2018 tamże) – polski szachista.

## Życiorys
Syn Kazimierza i Magdaleny. W latach juniorskich grał w Starcie Katowice, w barwach którego w 1972 zdobył złoty medal Drużynowych Mistrzostw Polski juniorów. W 1976 po odbyciu służby wojskowej występował w barwach Hetmana Szopienice, a następnie reprezentował barwy Hetman-Klimczok Szopieniece. Podczas 25. Indywidualnych Mistrzostw Polski w Szachach Korespondencyjnych uplasował się na 6 pozycji (1983–1984). Był srebrnym medalistą Drużynowych Mistrzostw Polski w szachach korespondencyjnych (1994–1995). W latach 80 i 90. XX wieku należał do czołowych polskich zawodników szachów korespondencyjnych. Jako reprezentant Polski zajął między innymi IV miejsce w półfinale Pucharu Międzynarodowej Federacji Szachowej Gry Korespondencyjnej (1990–1994) oraz 11. miejsce w Turnieju 6th Baltic Sea (1992–1997).